# Atracidae
Famille
Les Atracidae sont une famille d'araignées mygalomorphes endémiques à l'Australie. Ces espèces sont communément appelées sous le nom vernaculaire d'araignées à toile-entonnoir. Elles constituent une famille proche des Hexathelidae distribuées en Australie, Nouvelle-Zélande, Chili et Argentine.
Au sein de la famille des Atracidae, plusieurs genres possèdent un venin potentiellement dangereux pour l'Homme (Atrax, Hadronyche et Illawarra). La morsure de l’Araignée à toile-entonnoir de Sydney (Atrax robustus) et de Hadronyche formidabilis est potentiellement mortelle, mais le perfectionnement des techniques de premiers soins et l'apparition de sérums a entrainé une baisse considérable de la dangerosité. Ces trois genres comportent 35 espèces.

## Histoire
Les Atracinae étaient autrefois une sous-famille d'araignées de la famille des Hexathelidae. Cependant, des études phylogénétiques récentes ont conduit à une révision de leur classification, et sont maintenant reconnues comme une famille distincte.

## Description

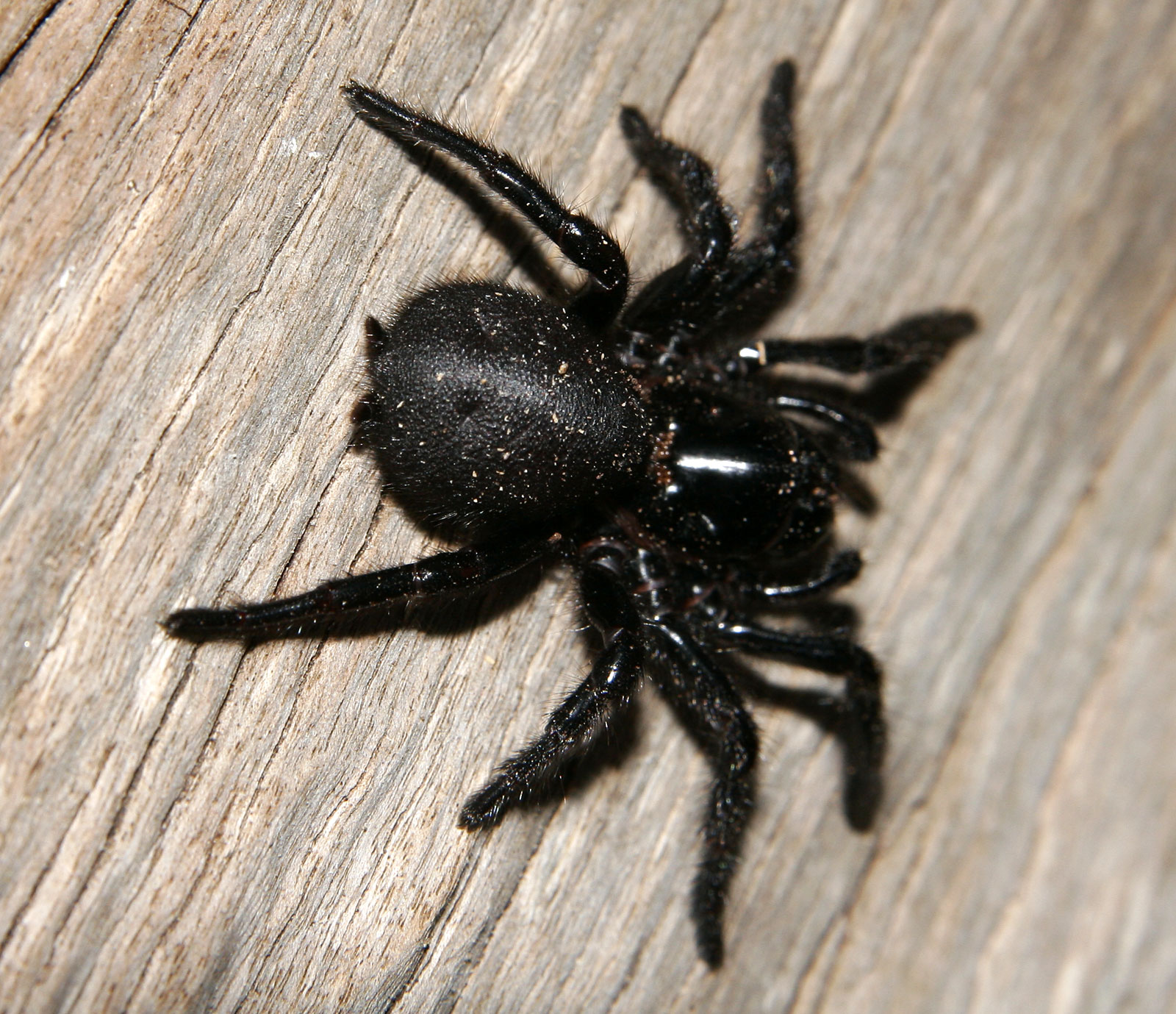
Hadronyche modesta

Ces araignées ont un corps dont la longueur varie entre 1 cm à 5 cm. Elles sont de couleur sombre, allant du noir / bleu-nuit à brun orangé, avec une carapace brillante et lisse recouvrant la partie antérieure du corps. À l'instar des araignées diplurides, certaines hexathélides ont une filière relativement allongée ; c'est particulièrement vrai pour A. robustus. Les sujets mâles présentent un rostre d'accouplement saillant au milieu de leur seconde paire de pattes.
De même que les autres Mygalomorphae (incorrectement appelées "Orthognatha", infra-ordre des arachnides qui inclut les tarentules tropicales), ces araignées possèdent des chélicères pointées verticalement sous le corps (cf. l'article sur les Araneomorphae), qui comportent de grandes glandes venimeuses. Elles sont suffisamment longues et dures pour traverser un ongle ou le cuir de chaussures de ville.
Les araignées à toile-entonnoir établissent leur repaire dans des habitats humides, tièdes et naturellement protégés (à l'abri de rochers, dans les troncs ou branches pourris, et parfois à plusieurs mètres au-dessus du sol). On les trouve communément dans les terrains vagues et les décharges municipales, plus rarement dans les pelouses ou les espaces ouverts. Le terrier de ces araignées est couvert d’une toile irrégulière caractéristique à fils rayonnant depuis l'entrée. Contrairement aux mygales fouisseuses apparentées, les araignées à toile-entonnoir ne ferment pas leurs terriers d'un opercule.

## Distribution
L'aire de répartition principale des araignées à toile-entonnoir est la côte est de l'Australie : la plupart des spécimens se trouvent en Nouvelle-Galles du Sud, l’Australie-Méridionale, Victoria et au Queensland,. La seule région exempte de ces araignées est l'ouest du continent australien et les Territoires du Nord.

## Dangerosité
Six espèces de ces araignées australiennes sont potentiellement dangereuses pour l’Homme,, l’araignée à toile-entonnoir en croissant, Hadronyche formidabilis, H. cerberea, H. versuta ou araignée des Montagnes Bleues, H. infensa ou « araignée des Darling Downs », enfin H. macquariensis ou araignée de Port Macquarie.

Atrax robustus est souvent considérée comme l'espèce d'araignée la plus dangereuse pour l'homme. Les Hadronyche ont également des venins puissants. Hadronyche formidabilis possède le venin le plus puissant de la classe des arachnides, mais est considérée comme potentiellement moins dangereuse pour l'homme, étant donné l'absence de proximité de l'animal des zones de haute densité démographique.
L’examen des plusieurs morsures a montré que presque toutes les attaques mortelles pour l'homme étaient infligées par des mâles errants. Les mâles adultes, reconnaissables à la courbure caractéristique de l'extrémité de leur pédipalpe, et qui pullulent les mois d'été en quête de femelles, font preuve d'une extrême agressivité s'ils se sentent menacés. Elles ont une attirance pour les milieux aquatiques de sorte qu'il n'est pas rare d'en trouver autour des piscines, voire dans le bassin lui-même. Ces araignées peuvent survivre plusieurs heures à une immersion et mordre lorsqu’on les retire de l'eau. On les trouve aussi dans les garages et sur les chantiers des faubourgs de Sydney. Contrairement à une croyance répandue, ces araignées ne sautent pas mais il est vrai qu'elles se déplacent avec une extrême rapidité:p.313–22.
Lorsque la morsure est infligée à un animal de taille humaine, la quantité de poison injectée peut être insuffisante pour terrasser la victime : certains médecins estiment que seules 10 % à 25 % des morsures ont une toxicité dangereuse mais dans tous les cas ces blessures doivent être considérées comme potentiellement mortelles. Les araignées à toile-entonnoir évitent généralement le contact avec les animaux de grande taille mais elles se défendent vigoureusement si elles sont surprises : l'araignée s'accroche généralement un moment à sa victime et tente de la mordre à plusieurs reprises, expérience des plus traumatisantes pour les personnes infectées.
Les morsures de l'Araignée à toile-entonnoir de Sydney ont provoqué la mort de treize personnes dont sept enfants). Toutes ces morts ont pu être attribuées à la morsure d'un sujet mâle. On a pu attribuer au moins un empoisonnement fatal à un représentant du genre Hadronyche, Hadronyche formidabilis mais, à ce jour, cette hypothèse ne s’appuie sur aucun rapport médical. Les empoisonnement par plusieurs espèces du genre Hadronyche présentent des symptômes similaires à ceux provoqués par le venin d’Atrax.

### Venins
On trouve plusieurs toxines différentes dans le venin des araignées Atrax et Hadronyche. Collectivement, ces toxines sont regroupées sous le terme générique d’atracotoxines (ACTX), puisque toutes ces araignées appartiennent à la sous-famille des Atracinae. Les premières toxines de cette famille qui ont été isolées étaient les δ-ACTX, que l’on retrouve à la fois dans le venin d’A. robustus (δ-ACTX-Ar1, autrefois rangée dans la catégorie des robustoxines ou atracotoxines) et d’H. versuta (δ-ACTX-Hv1a, autrefois appelée « versutotoxine »). Ces deux toxines produisent les mêmes syndromes d'empoisonnement chez les singes que chez les humains, ce qui suggère qu’elles sont responsables des effets physiologiques observés avec le venin pur.

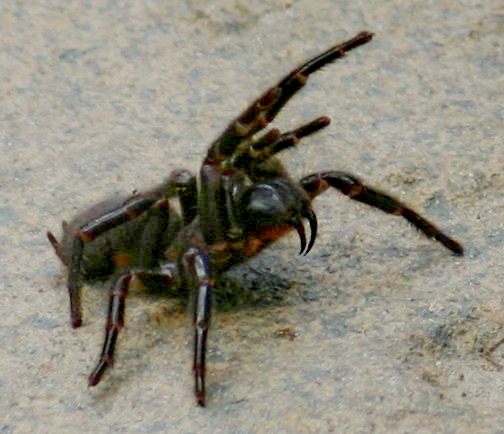
Araignée de Sydney mâle (Atrax robustus) en position d'attaque.

On pense que ces toxines agissent par libération de porteurs de sodium. Ce sont des neurotoxines pré-synaptiques qui déclenchent (via le cycle du sodium) des salves de potentiel d'action sur les neurones d’autonomie et les neurones moteurs, et inhibent le contrôle neuronal ce qui produit des décharges d’acétylcholine endogène, de noradrénaline et d’adrénaline.
Quoiqu’extrêmement toxique pour les primates, ce venin n’a que peu d’effet sur les autres mammifères. La résistance de ces animaux pourrait s’expliquer par la présence d’immunoglobuline G, d’immunoglobuline G réticulée et d’immunoglobuline M, qui inhiberaient les facteurs du plasma sanguin auxquelles les toxines viennent se fixer.
Un antipoison à base d'anticorps de lapin a été mis au point.

### Symptômes
Les symptômes d'empoisonnement observés à la suite de morsures par ces araignées sont caractéristiques. La morsure est d'emblée très douloureuse du fait de la taille des chélicères pénétrant les chairs. Les marques de morsure et le saignement sont généralement bien perceptibles. Si la morsure est complète, les symptômes suivants apparaissent généralement en quelques minutes : chair de poule, suée, fourmillements et salivation, convulsions involontaires (d'abord faciales puis intercostales), yeux humides, accélération du pouls et augmentation de la tension artérielle. Puis ce sont la nausée, les vomissements, le gêne respiratoire (par obstruction des voies aériennes), une agitation et une confusion croissantes, l'apparition d'un rictus, un œdème pulmonaire (dû à l'hypertension), une acidose métabolique. Le stade suprême s'accompagne d'une dilatation des pupilles, de tétanie, d'inconscience, et d'augmentation de l’hypertension intracrânienne. Les décès surviennent généralement par suite d'une hypotension progressive ou d'un œdème cérébral,,.

## Paléontologie
Cette famille n'est pas connue à l'état fossile.

## Liste d'espèces
Cette sous-famille regroupe les genres et espèces d'araignées suivantes, citées avec leur nom vulgaire et leur aire de répartition.
- Atrax O. P.-Cambridge, 1877
  - Atrax robustus O. P.-Cambridge, 1877 (« araignée à toile-entonnoir de Sydney ») — Sydney, les montagnes Bleues, Illawarra, Hunter Nouvelle-Galles du Sud
  - Atrax yorkmainorum Gray, M.R., 2010 — Territoire de la capitale australienne et Riverina
  - Atrax sutherlandi Gray, M.R., 2010 — côte extrême-sud des Nouvelle-Galles du Sud et est de Gippsland, Victoria
- Hadronyche L. Koch, 1873
  - Hadronyche alpina Gray, M.R., 2010 — Kosciuszko National Park, Nouvelle-Galles du Sud to Brindabella Range, Australian Capital Territory
  - Hadronyche adelaidensis (Gray, 1984) (« araignée à toile-entonnoir d'Adelaide ») — Australie-Méridionale
  - Hadronyche annachristiae Gray, M.R., 2010 — Kerewong and Lorne State Forests, Nouvelle-Galles du Sud
  - Hadronyche anzses Raven, 2000 (« araignée à toile-entonnoir du Nord ») — Queensland
  - Hadronyche cerberea L. Koch, 1873 (« araignée à toile-entonnoir du Sud ») — Nouvelle-Galles du Sud
  - Hadronyche emmalizae Gray, M.R., 2010 — Nouvelle-Galles du Sud
  - Hadronyche eyrei (Gray, 1984) (« araignée à toile-entonnoir de la Péninsule Eyre ») — South Australia
  - Hadronyche flindersi (Gray, 1984) (« araignée à toile-entonnoir des Flinders ») — Australie-Méridionale
  - Hadronyche formidabilis (Rainbow, 1914) (« araignée à toile-entonnoir des rivières du Nord ») — Queensland, Nouvelle-Galles du Sud
  - Hadronyche infensa (Hickman, 1964) (« araignée à toile-entonnoir de Toowoomba ou de l'Île Fraser ») — Queensland, Nouvelle-Galles du Sud
  - Hadronyche insularis (Rainbow, 1913) — Îles Salomon
  - Hadronyche jensenae Gray, M.R., 2010 — Gippsland, Victoria
  - Hadronyche kaputarensis Gray, M.R., 2010 — Endémique du mont Kaputar
  - Hadronyche levittgreggae Gray, M.R., 2010 — Vallée de Hawkesbury, Nouvelle-Galles du Sud
  - Hadronyche lynabrae Gray, M.R., 2010 — Nouvelle-Galles du Sud
  - Hadronyche macquariensis Gray, M.R., 2010 — Nouvelle-Galles du Sud
  - Hadronyche marracoonda Gray, M.R., 2010 — Nouvelle-Galles du Sud
  - Hadronyche mascordi Gray, M.R., 2010 — Nouvelle-Galles du Sud
  - Hadronyche meridiana Hogg, 1902 — Victoria
  - Hadronyche modesta (Simon, 1891) (« araignée à toile-entonnoir de Victoria ») — Victoria
  - Hadronyche monaro Gray, M.R., 2010 — Nouvelle-Galles du Sud
  - Hadronyche monteithi Gray, M.R., 2010 — Border Ranges, Killarney, Queensland
  - Hadronyche nimoola Gray, M.R., 2010 — Nouvelle-Galles du Sud
  - Hadronyche orana Gray, M.R., 2010 — Nouvelle-Galles du Sud
  - Hadronyche pulvinator (Hickman, 1927) (Cascade funnel-web spider) — Tasmanie
  - Hadronyche raveni Gray, M.R., 2010 — chaîne de Conondale, Queensland
  - Hadronyche tambo Gray, M.R., 2010 — Gippsland, Victoria
  - Hadronyche valida (Rainbow & Pulleine, 1918) — Queensland, Nouvelle-Galles du Sud
  - Hadronyche venenata (Hickman, 1927) (Tasmanian funnel-web spider) — Tasmanie
  - Hadronyche versuta (Rainbow, 1914) (araignée des montagnes Bleues) — Nouvelle-Galles du Sud
  - Hadronyche walkeri Gray, M.R., 2010 — Nouvelle-Galles du Sud
- Illawarra Gray, M.R., 2010
  - Illawarra wisharti Gray, M.R., 2010 — région d’Illawarra , Nouvelle-Galles du Sud

## Publication originale
- Hogg, 1901 : On Australian and New Zealand spiders of the suborder Mygalomorphae. Proceedings of the Zoological Society of London, vol. 1901, no 2, p. 218-279 (texte intégral).